# Flávio Décimo
Flávio Décimo (em latim: Flavius Decimus) foi um oficial romano do século III, ativo durante o reinado dos imperadores Diocleciano (r. 284–305) e Maximiano. Em 289, foi cônsul sufecto em 1 de maio.